# 张庆信
拿督斯里张庆信（1961年9月3日—），为马来西亚政治人物，现任民主进步党主席兼馬來西亞旅游、艺术及文化部长，砂拉越州民都鲁選區国会议员和砂拉越州议会的东都選區议员，马中商务理事会主席。他于2014年至2018年曾任首相对东亚特使，之后于2020年至2022年担任两届不同政府的马来西亚对华特使。

## 政治生涯
2020年马来西亚政治危机期间，张庆信一度被国盟首相慕尤丁委任为国家团结部副部长职位但后者缺席部长宣誓典礼。根据《婆罗州时报》引述砂拉越民进党秘书长尼尔逊巴朗的谈话，张庆信因不满意职位不符合从政资历而拒绝受委。同年4月20日，张庆信被改为受委为首相对华特使。他是国盟政府成立后，第二名部长级特使。
2021年，国盟政府内部政治联盟斗争导致政权更替。首相慕尤丁被迫于8月16日宣告辞职和内阁总辞，张庆信随即结束在联盟政府的职务。国盟随即在成立新政权的行动中与巫统达成政治协议，由巫统成员的依斯迈沙比里担任新任首相并组成合作政府。张庆信自2021年9月2日至2022年10月10日在新政府内再次被委任首相对华特使职务。
2021年12月18日的砂拉越州选举中，张庆信获得盟友砂人联党让路，负责出战该党传统选区N52都东区（Dudong）。该选区也是砂州选举中最激烈的选区。也意味着他將身兼国会议员、首相对华特使和州议员多种职位的情况，引起争议。不过他强调，盟党之间没有所谓的争地盘的问题，出战该选区是希望为家乡服务，也否认身兼多职会无法照顾州选区的问题。张庆信在州选激烈的八角战中，成功击败一众对手，获得9390张多数票胜出。
2022年11月24日，安华宣誓成为团结政府首相，并在12月2日宣布内阁部长名单，张庆信被任命为旅游部长。因为新内阁组成后该部门从旅游、艺术及文化部，更名为旅游部，此任命让马来西亚国内从事艺术与文化事业的相关人士颇有微词。随后，张庆信宣布内阁徇众要求，保留旅游、艺术及文化部原名，所以职位正式名称为旅游、艺术及文化部长。

## 轶事
张庆信在担任旅游部长后，他在国会上发表致辞而受到非议，被批评国语（马来语）演讲很糟糕。2024年3月13日国会致辞上，国盟在野党议员讥讽他国语说得含糊不清，可能会误导国会。面对在野党议员群起围攻，张庆信不愿继续回答，反而表示会给予书面回答。2024年11月，巫统青年团长阿克马沙烈批评张庆信身为国家部长，却也不理解大马人民的敏感，马来语水平也不足，是国家的耻辱。2025年2月20日国会演讲中，他为其旅游部门讲解2026年马来西亚旅游年（VMY）时，误将「peluncuran」（启动）读成「pelancuran」（卖淫），在被土团党马日丹那国会议员玛丝艾米雅蒂训斥后，他在疑惑下还是无法念出正确发音。

## 争议

### 巴生港口自贸区事件
2008年，马来西亚爆出政府购买土地资金成本从11亿令吉飙升至46亿令吉，在计入利息后达125亿令吉的巴生港口自贸区丑闻，牵涉多名现任或前任政府和相关机构官员。张庆信是该丑闻几个主要的争议人物之一。

#### 诽谤诉讼
2008年12月15日，庆信入禀法院起诉《东方日报》与《诗华日报》相关7名单位，于2007年12月20日刊登安华·依布拉欣揭露巴生港口自由贸易区成本狂飙至46亿令吉丑闻的内幕报导对他造成了毁谤和伤害，要求向两家报社索偿2000万令吉。人民公正党领袖安华于2007年12月19日在其办公室举行新闻发布会上揭露前任交通部长林良实和现任交通部长陈广才滥权发出4封「支持信」给张庆信的公司。
2009年年8月12日，张庆信向媒体指出，他曾在2008年将总共1000万令吉捐款给时任交通部长翁诗杰作为政治献金。有观点认为，张庆信作为巴生港口自由区的主要发展商Kuala Dimensi私人有限公司的总执行长与掌管交通部的翁诗杰出现了巨大的利益冲突。翁诗杰强烈否认曾收取过张氏的政治献金，随后在8月13日就张氏有关言论对他构成诽谤入禀民事高庭，向后者索取5亿令吉名誉赔偿，并申请禁止张庆信透过任何管道，继续发表「千万令吉政治献金」的诽谤性言论。他也指控张庆信发表具有恶意的言论是企图阻止交通部调查有关丑闻。
2009年10月12日，张庆信就《新海峡时报》于9月6日刊载一则标题为「蔡与张串谋」的新闻起诉翁诗杰、《新海峡时报》和媒体人对他涉及诽谤，并向翁氏索偿1000万令吉。该官司后来被高庭裁定「新闻记者不必透露新闻消息来源」的判决而撤回了对《新海峡时报》等3造的诉讼。不过针对翁诗杰的诽谤诉讼沒有结束。
在张庆信与翁诗杰两人互相起诉的案件中，法庭一度要求双方寻求庭外和解，但张庆信并不同意翁诗杰提出的先决条件，因此双方无法达致庭外和解。在经过冗长的聆讯后，高等法院于2013年7月宣布撤销张氏对翁诗杰的诉讼，而翁诗杰也在同年9月撤回对张庆信起诉。不过张庆信随后再次入禀诉讼。2017年1月26日，张庆信在法庭裁决前一天撤回对翁诗杰的诉讼，他被谕令必需支付总共4万令吉给翁诗杰和堂费。

#### 冻结资产的诉讼
在另一起2010年与巴生港自由区丑闻有关的案件中，大马政府于11月23日向法院申请冻结资产的命令，试图根据反洗黑钱与反恐怖主义融资法令充公9家公司和个人的3200万令吉资产，其中包括由张庆信担任总执行长的Kuala Dimensi私人有限公司，他也列为其中一名答辩人。张庆信与另一名答辩人刘家恒随后通过律师发表文告否认与自贸区资产充公案有关。他们表示被充公的车辆也是因为他们和一间或是多间集团互惠互助的关系而持有，他们仅是有名无实的答辩人。在这起诉讼中，高等法院于2011年11月4日驳回了检方的充公申请，并下令将款项和财产归还被告，理由是检方未能满足相关法令的基本要求。大马政府随后对此提出上诉申请，但于2021年1月13日被联邦法院驳回。法官哈斯娜·莫哈末（Hasnah Mohammed Hashim）指出，检方所提出的证据仅描述了与Kuala Dimensi相关资金流向情况的传闻证据，并无表明这些资金是通过非法活动获得。

### 卫生总监怕死论
2020年11月11日，张庆信在国会下议院辩论《2021年财政预算案》中，抨击卫生总监诺希山，指他只是每日出现在电视银幕前汇报COVID-19疫情，却从未下场亲力亲到疫区抗疫，更直言诺希山此举就是「怕死」。同时也批评因为卫生部没有采取果断行动，导致疫情迅速扩散，进而导致几乎全国各州实行有条件行管令（CMCO），结果受到朝野议员群起讨伐，认为他批错对象，和要求他向诺希山道歉。
张庆信坚持其言论正确，拒绝向诺希山道歉。民主行动党则表示，卫生总监诺希山只是公务员，无法在国会上为其政策辩论，认为张庆信应该寻问卫生部长阿汉峇峇，但张庆信无视民主行动党的要求。在该课题缠绕了4天后，张庆信以不想个人问题阻碍国会进展，正式为自己的言论道歉。

### 违背国家立场谴责佩洛西访台
2022年8月5日，张庆信以马来西亚首相对华特使的身份，发文告谴责美國眾議院議長南希·佩洛西访问台湾之行，违反「一个中国」原则和中美三个联合公报，破坏了该区域的稳定。他表示，马来西亚和中国致力于相互尊重国家独立、主权和领土完整，并补充说台湾是「中国不可分割的一部分」，以及敦促西方国家不要实行双重标准，在谴责俄罗斯对乌克兰的侵略的同时干涉台湾海峡地区，并利用台湾分裂中国。他也在一份声明中强调，「中华人民共和国政府是代表全中国的唯一合法政府，支持两岸关系和平发展与和谐共处」，并要求美国政府慎重处理台海问题。
隔日，在柬埔寨出席东盟会议的外交部长赛夫丁阿都拉表明，张庆信发表谴责佩洛西访问台湾的言论仅代表他个人，不代表马来西亚外交部的立场。资深前外交官尼斯依纳特思（Dennis Ignatius）评论称，相比于外交部长赛夫丁发表了一份措辞谨慎平衡和细致的声明，张庆信的评论比官方路线更“不合时宜”，并使马来西亚陷入困境。丹尼斯依纳特思认为，张庆信的声明有别于官方声明，张氏更为极端的声明令大马陷入窘境，因为马来西亚甫接待前来访马的佩洛西，意识到美国是重要贸易和安全伙伴，并提醒张庆信身为特使的角色，是代表大马以及清楚表达政府的观点，而非表达个人情绪甚至更糟糕的是，表达北京的立场。他也称，张庆信的问题显示了一些特使的普遍问题，即该职位与外交大使不同，他们往往有自己的利益，亦不一定与国家利益相同。

### 质疑吸烟致癌争议
2023年11月，张庆信公开批评卫生部前部长凯里“截取外国的几篇文章内容就断定吸烟致癌”并指凯里“为了寻求合理化本身主张的一代人彻底戒烟（GEG）法案，让其成为个人的“从政代表作”，以百姓的健康作为赌注。”张庆信之后遭到凯里批评，并回应说，“在2023年的大马，作为部长的议员却质疑吸烟与癌症之间的联系，这绝对令人觉得荒谬和可耻。”
此外，联合国在2018年5月31日曾发布一则文章指世卫组织表示使用烟草会导致癌症和肺病，以及引起心脏病和中风。

### 肉骨茶申请马来西亚国家遗产争议
政府颁布宪报将”肉骨茶”列为国家美食遗产，引起巫统青年团团长阿克马沙烈强烈不满，他于2月29日在面子书回应称肉骨茶不应该列为国家文化遗产，反观其他能够由不同种族和宗教的民众享有的美食，如中华炒饭等才适合成为国家文化遗产。“如果张庆信无法顾及大马人的敏感，又怎有好的决策，是时候我们要求首相安华干脆炒掉张庆信这个部长。”“如果旅游局总监可以因为欠缺表现而降职，则同样的理由也可以用在张庆信身上，他不但没有表现，而且是史上最糟糕的部长。”之后张庆信在同日回应称“我非常尊重巫统领袖，我也曾多番解释，在这里我给莫哈末阿克马一点忠告，希望这名巫青团长可以稍微学习一下。”张庆信重申，政府日前把10种我国美食列为国家文化遗产，但偏偏阿克马就只挑起肉骨茶的事端。他强调，对于此事，他感到伤心。他建议阿克马不懂，可以去翻查字典，因为他们并没有说只是“猪肉骨茶”。他希望阿克马不要向全世界假扮聪明，不要让国家蒙羞，不要做出让自己或党丢脸的事。

### 自贬国家地位向中国道歉、亲中态度
2024年11月22日，张庆信到访上海出席2024中国国际旅游交易会开幕礼时，他表示向在马来西亚旅游时遇到不愉快事件的中国游客感到歉意，并代表马来西亚方面向中方游客致歉。张庆信的声明没有详细说明游客所面临的缺乏或不愉快的性质。
土团党马樟国会议员袁怀绍质问张庆信向中国游客道歉的用意，批评张庆信到底是马来西亚的旅游部长还是中国的旅游部长，后者还宣称马来西亚没有好好照顾中国游客，没有为他们提供便利设施，指责张庆信向中国游客道歉的行为是愚蠢的。袁怀绍认为，中国游客的存在并不是为了让马来西亚「更中国化」，而是想体验马来西亚的独特之处。他也指责张庆信藉着近期备受热议的拆卸中英文招牌课题故意煽动种族情绪，破坏国家团结。巫统元老俱乐部秘书慕斯达法·雅古布（Mustafa Yacoub）在批评张庆信故意在招牌上提出语言问题是在反对马来语的同时，也指责张庆信作为旅游部长，没有理由向中国游客道歉，这仿佛是在指马来西亚是不和平、不安全的地方，对马来西亚来说是一种耻辱。慕斯达法·雅古布严厉谴责，张庆信在中国反对自己的国家，这比中国人更喜欢中国大陆，以至于其种族主义也延伸到对待海外公民的态度上，要求现任首相安华·依布拉欣将之开除。
11月26日，张庆信否认向中国游客的道歉与取缔违规招牌的语文问题有关，相反他称这是根据中国和日本游客访问大马的不愉快经历而作出的。张庆信促请土团党马樟区国会议员袁怀绍、马日丹那区国会议员玛丝艾米雅蒂与巫统青年团长阿克马沙烈等人在针对他的道歉发表声明之前进行适当的研究，要求三人不要加剧社区紧张局势。张庆信还要求吉隆坡市政局与贸易商进行适当的沟通。民主行动党社青团全国组织秘书林政行在张庆信作出声明后回应，批评袁怀绍等人故意扭曲张庆信的言论以煽动民族情绪，并代表社青团全力支持张庆信，呼吁国盟停止炒作。
巫統青年團長阿克馬沙烈批评，张庆信自身发表带有族群色彩言论，却归咎他人种族主义，也不理解大马人民的敏感，马来语水平也不足，简直是国家的耻辱。阿克馬沙烈也列出自己自担任马六甲州行政议员以来所制定的11项成就，以回应张庆信质问他在马六甲的贡献，进而挑战对方针对相关课题进行一场公开辩论，并建议安华政府更换行动党日落洞国会议员雷尔取代旅游部长的职位。土团党馬日丹那區國會議員瑪絲艾米雅蒂表示，张庆信接待外国游客来马工作成就与她担任旅游副部长时有着巨大的差距，促请他专注旅游部长的工作，而不要通过将责任推给他人来掩盖自己的错误或弱点。瑪絲艾米雅蒂也撤回早前呼吁将张庆信调往其他部门的声明，表示她将建议首相将张庆信从内阁中除名。國民聯盟秘书处发言人拉希迪·哈里斯（Rashidi Haris）建议由一名权威专业人士取代张庆信的部长职位，并指出张庆信作为旅游部长所引起的争议大多涉及到中国，因此让许多人，尤其是在马来人心中浮现出张庆信是否服务中国还是马来西亚的疑问。非政府组织选民醒觉运动（Gerakan Pengundi Sedar）发起一项网络请愿，要求张庆信在多语言招牌问题、优先考虑中国游客、制造国际机场骚乱，为被移民局拘留的中国游客辩护、自豪地接受中国文化却不会说流利的马来语等等过度亲中国行为，以及不尊重穆斯林社区敏感性的理由，立即辞去旅游部长职务。

### 质疑国家机构取缔违法商标行动
2024年11月24日，张庆信指责前首相马哈迪·莫哈末于11月18日在参观吉隆坡武吉加里尔柏威年广场后，发文质疑相关当局为何允许商店安装中文招牌凌驾于马来语，指马哈迪的声明无助于促进团结，也无助于经济发展，也对大马的多元文化社会结构产生了负面影响。此外，张庆信也不满吉隆坡市政局取缔商店招牌上过度使用马来语以外的语言的执法行动，指收到游客询问取缔违法商标的行动具有种族主义，批评吉隆坡市政局的行为让马来西亚的开放和包容性受到质疑，影响大马的多样性和旅游业。
巫统青年领袖阿克马沙烈批评张庆信的声明，表示有些在马来西亚生活了很长时间，但仍然假装不了解大马的法律和人民的敏感性，这些人才是种族主义者。阿克马进一步指出，其它国家都会把自己的语言优先放在标牌上，然后再加上另一种语言作为注解，如此简单的事都不能理解，那是要怎么理解他人，并质疑这些人是否真的不懂马来语。土著团结党马日丹那国会议员玛丝艾米雅蒂在国会辩论中要求安华政府立即开除张庆信或调职，并批评张庆信作为旅游、艺术和文化部长发表可耻的声明，竟为了招揽中国游客来马消费，放弃捍卫本土文化。玛丝艾米雅蒂指出，取缔违规的中文招牌并非个人立场，而是很早就得到雪蘭莪蘇丹沙拉胡丁·阿都阿茲沙和彭亨苏丹阿都拉发出的谕令，要求张庆信不要触犯3R课题来达到玩弄种族情绪的目的。玛丝艾米雅蒂指出，泰国、印度尼西亚甚至不会为了迎合游客，而把外来语言放在自己国家商店的招牌上，却只有马来西亚需要使用非马来语来吸引游客是可耻的。玛丝艾米雅蒂也认为张庆信似乎是在贬低来自中国的游客，呼吁张庆信撤回有关言论，不要声称没有中文字招牌就是在侮辱外国游客。土团党马樟国会议员袁怀绍批评张庆信发表的言论愚蠢，表明反对取缔违例招牌就是背叛国家语文，就是在背叛马来语。前教育部部长马智礼马烈表示，外国游客对大马兴致缺缺，不单纯是国內缺乏中文标识牌，而是大马也没全面推广本地旅游，要求张庆信不要逃避问题，把问题归咎在第三方，并要求后者提交一份政绩报告，让人民评估其工作表现。
巫统元老俱乐部秘书慕斯达法·雅古布（Mustafa Yacoub）在批评张庆信在招牌语文问题上不仅表现的不爱国，也比中国人更像中国人的同时，指责张庆信声称中国旅客问他大马是否种族主义国家，这纯属是他的谎言和自导自演的中国大戏。慕斯达法·雅古布质问，世界上哪个国家对经常到本国旅游的游客给予特殊待遇，以至于不得不将广告牌换成游客的语言，同时前往中国旅游的马来人不在少数，但北京、上海等地商场的广告牌仍然是华语，即使有翻译也是英文。砂拉越旅游、创意产业及表演艺术部长阿都卡林·姆拉赫曼哈姆扎（Abdul Karim Rahman Hamzah）对张庆信批评吉隆坡市政局的声明表示，招牌语言问题不是游客来马来西亚的主要原因，而是安全机构提供高标准的安保服务和旅游享受，认为没有必要坚持使用其它语言来吸引游客。他表示，如果法律规则只允许使用马来语和英语，那么就必须遵守，这项规定不需要成为问题，如果规则也包含可以放置中文，使该标志显示三种语言，这在砂拉越是没有问题的，标志上使用某些语言不会影响本国的旅游业，游客可以学习本国语言，手机上也有翻译语言的应用程序。阿都卡里姆也对国会辩论中质疑张庆信是优先考虑马来西亚或中国的利益的反应评论，他强调不想评判党是错还是对，而是强调与标志相关的法律存在。
马来西亚国立大学族群关系研究院教授张国祥表示，有关拆除中文标志可能会影响游客抵达大马的说法只是一个不可接受的借口，因为只需向外国游客解释该行动的适当性，就能理解吉隆坡市政局所采取的行动符合法律章程。他指出，张庆信不满吉隆坡市政局取缔行动的声明引起了不满和负面看法，要求在发表声明时要小心，以免吉隆坡市政局的行为被视为种族主义，并促请吉隆坡市政局以更严格和一致的方式对违反马来语使用规则的标志采取执法行动。非政府组织全国共识理事凯鲁丁阿布哈山批评张庆信应该先研究国家宪法，并必须接受国语是马来语的事实。凯鲁丁表示，泰国所有的标志都是用暹罗文写的，但邻国的旅游业比马来西亚更好，即使现任泰国总理是华裔，但在泰国也看不到招牌上写满中文。他强调，外国游客来到大马实际上是为了看真正的马来风俗，与中文的使用没有直接联系，指张庆信在这个问题上的分析相当肤浅，并建议张庆信去菲律宾、泰国、越南等国家看看，如果标志上没有中文，他们的旅游业会不会衰退。国家协议组织副主席苏巴斯·钱蒂拉博斯·阿鲁穆甘（Subas Chantirabos Arumugam）表示，每个国家在标志上使用母语或民族语言作为国家标识是很常见的，而马来西亚更是已载入国家宪法和法律，沒看过有游客会对旅游国家的语言有投诉。苏巴斯表示，关于招牌言语问题是种族主义或给游客带来不便的指控是次要且孤立的问题，它不会玷污国家的名声，促请各方不要对此试图制造不必要的问题，这一立场必须符合在不牺牲民族认同的情况下保持马来西亚作为一个多种族国家的独特性的原则。土著權威組織信息主任伊尔万·法赫米（Irwan Fahmi）表示，他对张庆信质疑吉隆坡市政局的行为感到遗憾，并对不支持马来语为国语感到不满，并希望向张庆信解释宪法第152条中马来语作为国语的立场，认为旅游部长应负责确保每一项旅游政策中继续推广和尊重民族语言。他表示，马来西亚不是一个仅依赖中国援助或来自该国游客的国家，还有来自其它各国的游客也到访马来西亚，在所有旅游事务中，应优先考虑马来语，并强调马来西亚的多种族身份以及各个社区的文化，而不仅仅是只关注某一特定种族或民族的文化。马来西亚全国诗歌协会（PEMUISI）协会主席拉祖安·依布拉欣（Radzuan Ibrahim）对吉隆坡市政局执行商业标志牌照合规性提出异议的各方表示不满，批评有关方面指使用马来语标志而被视为种族主义国家的说法是无稽之谈。语言学教授阿旺沙里扬（Awang Saliyang）表示，吉隆坡市政局执行有关在公共场所使用马来语作为国家语言的行动不存在种族主义因素，并表示提出异议的人是真正有种族主义情绪。一名资深商业飞行员对张庆信宣称来自中国游客的说法提出质疑，不认同马来西亚仅仅会因为使用国家语言就被指控种族主义，并指张庆信作为旅游部长，应该赋予马来西亚文化和语言力量，使其成为旅游胜地，不应仅仅因为想吸引某一特定国家的游客而屈服于压力。
吉隆坡市政局发表一份声明，坚称在吉隆坡周围执行标志法规符合马来语作为马来西亚国家或官方语言的作用，强调该行动符合旨在确保国內营业场所遵守《1982年广告法令（联邦直辖区）》和《1976年地方政府法令》。
11月27日，张庆信在一场闭门活动中表示，他从未要求所有招牌都使用中文，而是敦促吉隆坡市政局能礼貌地告诉使用中文招牌的企业主，并不是要求他们将招牌取下，并辩称招牌也使用其他语言，可以让外国游客在马来西亚的体验得到提升。

## 选举成绩
| 年份 | 选区               | 候选人 | 候选人                 | 得票数 | 得票率 | 竞选对手                  | 竞选对手                 | 得票数 | 得票率 | 总票数 | 多数票 | 投票率 |
| ---- | ------------------ | ------ | ---------------------- | ------ | ------ | ------------------------- | ------------------------ | ------ | ------ | ------ | ------ | ------ |
| 1999 | 砂拉越 P190 民都鲁 |        | 张庆信（砂国民党）     | 15,681 | 52.34% |                           | 周政新（民主行动党）     | 14,281 | 47.66% | 30,437 | 1,400  | 66.28% |
| 2004 | 砂拉越 P216 民都鲁 |        | 张庆信（砂民主进步党） | 20,225 | 63.67% |                           | 周政新（民主行动党）     | 8,958  | 28.20% | 32,067 | 11,267 | 64.95% |
| 2004 | 砂拉越 P216 民都鲁 |        | 张庆信（砂民主进步党） | 20,225 | 63.67% | Lau Hieng Kii（砂国民党） | 2,583                    | 8.13%  |        | 32,067 | 11,267 | 64.95% |
| 2008 | 砂拉越 P217 民都鲁 |        | 张庆信（砂民主进步党） | 23,628 | 73.17% |                           | 林素沁（民主行动党）     | 8,662  | 26.83% | 32,629 | 14,965 | 64.73% |
| 2013 | 砂拉越 P217 民都鲁 |        | 张庆信（砂民主进步党） | 26,458 | 58.17% |                           | 约翰布莱恩（民主行动党） | 19,025 | 41.83% | 45,968 | 7,433  | 76.75% |
| 2018 | 砂拉越 P217 民都鲁 |        | 张庆信（民主进步党）   | 27,076 | 57.05% |                           | 周长佑（民主行动党）     | 20,054 | 42.26% | 48,036 | 7,022  | 73.85% |
| 2018 | 砂拉越 P217 民都鲁 |        | 张庆信（民主进步党）   | 27,076 | 57.05% | 詹礼彬（砂革新党）        | 328                      | 0.69%  |        | 48,036 | 7,022  | 73.85% |
| 2022 | 砂拉越 P217 民都鲁 |        | 张庆信（民主进步党）   | 43,455 | 61.73% |                           | 周长佑（民主行动党）     | 21,287 | 30.24% | 71,256 | 22,168 | 61.97% |
| 2022 | 砂拉越 P217 民都鲁 |        | 张庆信（民主进步党）   | 43,455 | 61.73% | 杜克占丁（土著团结党）    | 5,650                    | 8.03%  |        | 71,256 | 22,168 | 61.97% |

| 年份 | 选区     | 候选人 | 候选人               | 得票数 | 得票率 | 竞选对手                   | 竞选对手               | 得票数 | 得票率 | 总票数 | 多数票 | 投票率 |
| ---- | -------- | ------ | -------------------- | ------ | ------ | -------------------------- | ---------------------- | ------ | ------ | ------ | ------ | ------ |
| 2021 | N52 都东 |        | 张庆信（民主进步党） | 9,390  | 46.99% |                            | 黄惠萍（砂全民团结党） | 3,584  | 17.93% | 19,985 | 5,806  | 60.46% |
| 2021 | N52 都东 |        | 张庆信（民主进步党） | 9,390  | 46.99% | 林沣（民主行动党）         | 2,724                  | 13.63% |        | 19,985 | 5,806  | 60.46% |
| 2021 | N52 都东 |        | 张庆信（民主进步党） | 9,390  | 46.99% | 刘小萍（民志党）           | 212                    | 1.06%  |        | 19,985 | 5,806  | 60.46% |
| 2021 | N52 都东 |        | 张庆信（民主进步党） | 9,390  | 46.99% | 祖利斯恩查纳（砂达雅克党） | 893                    | 4.47%  |        | 19,985 | 5,806  | 60.46% |
| 2021 | N52 都东 |        | 张庆信（民主进步党） | 9,390  | 46.99% | 刘芯妤（肯雅兰全民党）     | 1,779                  | 8.90%  |        | 19,985 | 5,806  | 60.46% |
| 2021 | N52 都东 |        | 张庆信（民主进步党） | 9,390  | 46.99% | 法德希尔（独立人士）       | 1,178                  | 5.89%  |        | 19,985 | 5,806  | 60.46% |
| 2021 | N52 都东 |        | 张庆信（民主进步党） | 9,390  | 46.99% | 恩嘉（独立人士）           | 225                    | 1.13%  |        | 19,985 | 5,806  | 60.46% |